# Jet (rivière)
Pour les articles homonymes, voir Jet.
Le Jet est une rivière du sud du département français du Finistère, en région Bretagne, et un important affluent gauche du fleuve côtier l'Odet avec lequel il conflue à Quimper.

## Géographie
Le Jet est une rivière bretonne ayant sa source au sud du bourg de Coray dans le sud-est du Finistère.
De 28,5 km de longueur,,,, il coule d'abord vers le sud-ouest puis vers le sud, mais quelques kilomètres au-delà du bourg d'Elliant il tourne subitement vers l'ouest pour suivre une faille géologique, le cisaillement sud-armoricain. Cette faille, vieille de 300 millions d'années, est orientée Est-Sud-Est / Ouest-Nord-Ouest et  traverse le massif armoricain depuis la pointe du Raz jusqu'à Nantes. L'étroite vallée du Jet, encaissée d'une cinquantaine de mètres, sert aussi de voie de passage pour la ligne de chemin de fer de Nantes à Quimper sur 11 km.
Le Jet rejoint l'Odet côté rive gauche à environ 2 km à l'est du centre-ville de Quimper, au pied du coteau de Ergué-Armel, à une altitude de seulement 9 mètres.

### Communes et cantons traversés
Coulant seulement dans le département du Finistère, le Jet traverse ou borde les sept communes suivantes, de l'amont vers l'aval: Coray (source), Tourch, Saint-Yvi, Saint-Évarzec, Elliant, Ergué-Gabéric et Quimper (confluence).
Il traverse quatre cantons. Il prend source dans celui de Châteauneuf-du-Faou, traverse ou longe les canton de Rosporden et celui de Fouesnant, et conflue dans de canton de Quimper-2, le tout dans les arrondissements de Châteaulin et de Quimper.

### Organisme gestionnaire
L'organisme gestionnaire est le Sivalodet.

## Affluents

### Principaux affluents
- Le ruisseau de Lanniec (rive ?)
- Le ruisseau de Penalen (rive gauche)
- Le ruisseau de Pont Marc'hat (rive droite)

## Hydrologie

### Le Jet à Ergué-Gabéric
La surface du bassin versant du Jet est de 107 km2, à 18 m d'altitude, son module de 2,22 m3/s et son débit spécifique de 20,7 l/s/km2 à Ergué-Gabéric.

### Étiage ou basses-eaux
Le VCN3 ou débit d'étiage lors d'une quinquennale sèche est de 0,220 m3/s, ce qui reste confortable à un peu moins de 10 % du débit nominal.

### Crues
Le débit journalier maximal est de 28,30 m3/s (valeur mesurée le 5 janvier 2001) et la hauteur maximale instantanée de 203 cm le 12 décembre 2000. Le débit instantané maximal a été de 46,60 m3/s le 12 décembre 2000.
Les quantités instantanées maximales, QIX s'établissent comme suit: QIX 10 à 24 m3/s, QIX 20 à 27 m3/s et QIX 50 à 32 m3/s alors que les QIX 2 à 15 m3/s et QIX 5 à 21 m3/s. Le QIX 100 est non calculé vu la période d'observation de seulement 49 ans.

### Lame d'eau et débit spécifique
La lame d'eau écoulée dans son bassin versant est de 675 millimètres annuellement, ce qui est plus du double de la moyenne française. Le débit spécifique s'établit à 21,3 litre par seconde et par kilomètre carré de bassin versant.

## Aménagements et écologie

### Faune et flore
La truite fario est omniprésente. Le saumon atlantique y trouve également de bonnes conditions de vie.

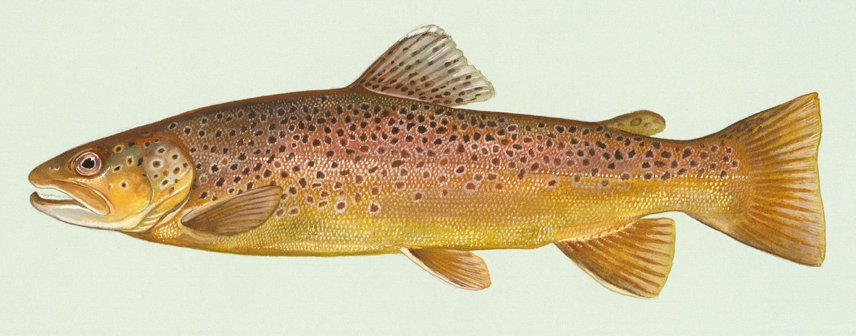
Truite fario
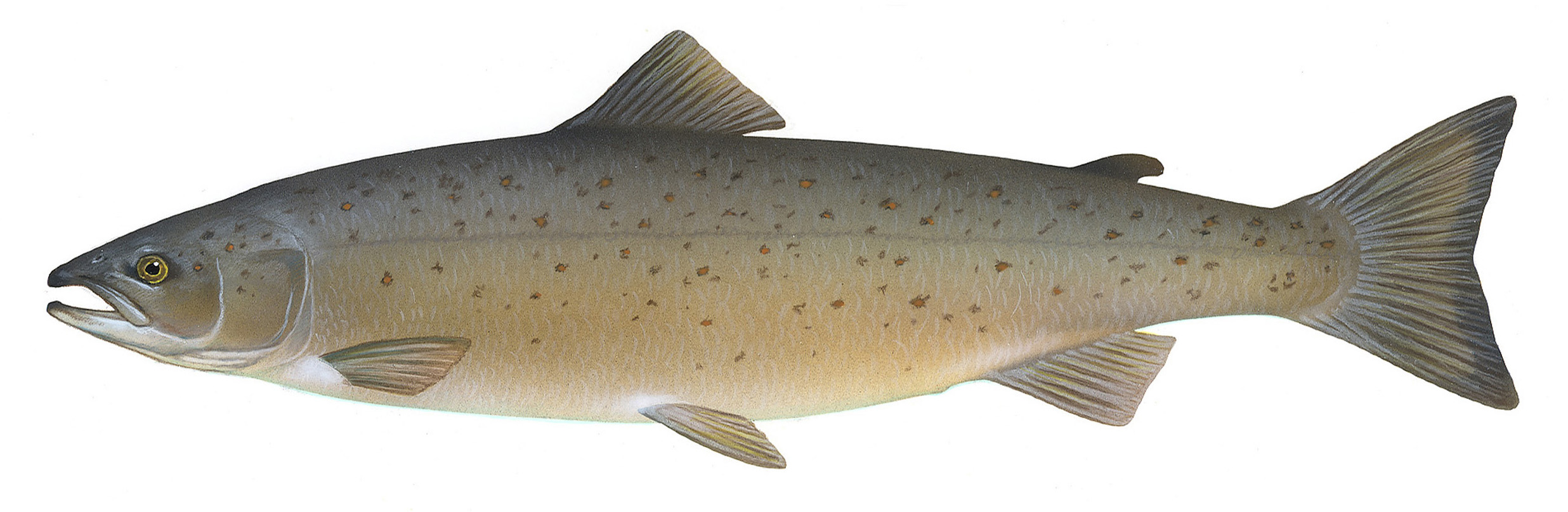
Saumon atlantique